# Кућа у Грчкошколској улици бр. 2 у Новом Саду
Кућа у Грчкошколској улици бр. 2, или зграда Централног кредитног завода изграђена је 1896. године у Новом Саду. Заштићена је као споменик културе од 1997. године.

## Положај и изглед
Кућа, односно палата у Грчкошколској улици изграђена је 1896. године по пројекту архитекте из Беча, Франца Воруде. Објекат је првенствено изграђен као финансијска установа богатих новосадских Срба. Једна је од највреднијих и најлепших палата у Новом Саду. 
Карактеристика ове грађевине је купола над кружним угаоним делом. На куполу је постављена скулптура бога трговине Хермеса (римски бог Меркур) од бронзе. Скулптура је дело вајара Ђорђа Јовановића. 
Фасада је богато декорисана у необарокном стилу. Улаз је декоративно, богато обликован са орнаментисаним крилима урађеним од кованог гвожђа. Такође, улаз је фланкиран високим вазама од камена. Надвишен је зиданим балконом са оградом од балустера. Балкон прати кривину угаоног зида. Још један зидани, дугачки балкон налази се на фасади из Милетићеве улице. Прозоре који се налазе на два спрата повезују композитни пиластри.
Најбогатија декорација налази се изнад прозора. На крилима објекта прозори су збијени у правилном ритму. Богата флорална орнаментика карактерише високи рељеф. Фасаду карактеришу и типични барокни фонтони. Поткровни конзолни низ и јонски пиластри који се налазе између прозора додатно допуњују овај декоративни ансамбл.
На крају крила из Грчкошколске улице налази се широк пролаз који садржи масивна крила од дрвета. Ово је улаз који је водио на спратове где су се углавном налазили станови. Најлепша просторија је шалтер-сала која је богато украшена штуко-орнаментиком.
Зграда је реновирана 2004. године за потребе Цептер банке.